# Siergiej Krugłow (1906–1953)
Siergiej Iwanowicz Krugłow (ros. Сергей Иванович Круглов, ur. we wrześniu 1906 w Baku, zm. w grudniu 1953) – radziecki polityk, II sekretarz KC Komunistycznej Partii (bolszewików) Kazachstanu (1946-1951), I sekretarz Komitetu Obwodowego KP(b)K w Gurjewie (obecnie Atyrau) (1943-1946).
Od 1923 instruktor i kierownik wydziału rejonowego komitetu Komsomołu w Baku, potem sekretarz odpowiedzialny rejonowego komitetu Komsomołu w Baku, do 1928 kierownik wydziału komitetu wykonawczego rady rejonowej w Baku, w latach 1928–1930 słuchacz fakultetu robotniczego przy Azerbejdżańskim Uniwersytecie Państwowym, w latach 1930-1932 studiował w Moskiewskim Instytucie Orientalistyki, a przez rok (1932-1933) był w nim pracownikiem naukowym. Od 1933 zastępca szefa, później szef wydziału politycznego sowchozu, 1937 sekretarz rejonowego komitetu KP(b)K w Akmole (obecnie Astana), od 1937 kierownik grupy rolnej Komitetu Wykonawczego Rady Obwodowej w Karagandzie, kierownik wydziału kadr Komitetu Wykonawczego Karagandzkiej Rady Obwodowej, w 1939 zastępca przewodniczącego Komitetu Wykonawczego tej rady. Również w 1939 szef wydziału Obwodowej Rady Stowarzyszeń Spożywców, w latach 1939–1941 przewodniczący Zarządu Kazachskiego Republikańskiego Związku Stowarzyszeń Spożywców, w latach 1941-1943 przewodniczący Prezydium Kazachskiej Republikańskiej Rady Przemysłowej, w latach 1943-1946 I sekretarz Gurjewskiego Komitetu Obwodowego KP(b)K. Od 1946 do grudnia 1951 II sekretarz KC KP(b)K, od 1952 do śmierci II sekretarz Baszkirskiego Krajowego/Obwodowego Komitetu WKP(b)/KPZR. Odznaczony Orderem Lenina i dwoma Orderami Czerwonego Sztandaru Pracy.